# Modulus ambiguus
Modulus ambiguus là một loài ốc biển, là động vật thân mềm chân bụng sống ở biển thuộc họ Modulidae.